# Abisai
Abisai, também conhecido como Abizaid, foi um personagem bíblico, filho de Zeruia, irmã (ou meia-irmã) de David e irmão de Joabe e Asael. Seu nome significa, possivelmente, "pai existe" ou "pai é". Sendo chefe de 30 poderosos guerreiros, Abisai distinguiu-se pela sua bravura, rivalizando com a dos três homens mais poderosos do rei David. Certa vez, Abisai abateu, sozinho, 300 inimigos filisteus.

## Personalidade
Abisai tendia a ser impulsivo e implacável, embora apoiasse lealmente seu tio David em todas as campanhas militares. Em algumas ocasiões chegou a ter de ser restringido:
- Quando David e seus homens entraram, às escondidas, no acampamento militar de Saul, rei de Israel, se não tivesse sido impedido pelo tio, Abisai teria cravado na terra Saul, que estava a dormir, com a própria lança do rei.[4]

- Quando Absalão se revoltou, Abisai tentou, por 2 vezes, matar Simei, que amaldiçoava o rei, tendo, das duas vezes, sido impedido. Foi cúmplice na morte de Abner, no qual foi morto por seu irmão Joabe.[5][6][7]

## Feitos
Abisai ficou famoso por liderar a liquidação de 18.000 edomitas e por tomar a dianteira no desbaratamento dos amonitas. Abisai colaborou também com o fim da rebelião de Seba, o benjaminita. Na última batalha de Davi, Abisai impediu que este fosse morto por Isbi-Benobe, um filisteu de elevada estatura.

## Chefe semita
Abisai ou Abisa também era um nome de uma outra pessoa que foi chefe semita e dava presentes ao senhor de Beni Haçane numa inscrição deste local no Médio Egito.